# Liliana Tellini
Pour les articles homonymes, voir Tellini.
Liliana Tellini (née le 15 juin 1925 - morte le 19 janvier 1971) est une actrice italienne.

## Biographie
Née à Florence, Liliana Polledri est la fille d'un père suisse et d'une mère vénitienne.
Elle fait des études au Centro sperimentale di cinematografia de Rome, obtenant un diplôme en 1949. Après avoir joué dans le court métrage Breve storia de Mario Costa, Tellini fait ses débuts au cinéma dans Femmes sans nom. Elle joue également sur scène, à la radio et à la télévision. Elle prend sa retraite à la fin des années 1950.
Elle a été mariée un temps à Piero Tellini.

## Filmographie
- Femmes sans nom (1950)
- Il nido di Falasco (en) (1950)
- Terra senza tempo (en) (1950)
- Le ciel est rouge (1950)
- Operazione mitra (1951)
- L'Inconnue des cinq cités (1951)
- 1952 : Chair inquiète (Carne inquieta) de Silvestro Prestifilippo (it)
- Le Marchand de Venise (1953)